# John van Miert
John van Miert (Delft, 16 oktober 1961) is een Nederlands voetbaltrainer die sinds 2011 in dienst is bij FC Twente en daar de leiding over het vrouwenelftal had.

## Carrière
Van Miert was in de periode van 2007 tot en met 2011 hoofdtrainer van vv ATC '65 uit Hengelo. Daarvoor had hij het elftal al eens eerder onder zijn hoede gehad, alsmede HVV Tubantia en vv Rigtersbleek. In 2011 werd Van Miert door FC Twente aangesteld als trainer van het vrouwenelftal. Mary Kok-Willemsen, die vanaf de start van het elftal de trainer was, ging aan de slag als hoofd vrouwenvoetbal. Vanaf 1 januari 2012 werd Van Miert Hoofd opleidingen organisatorische zaken bij de Voetbalacademie FC Twente. Arjan Veurink volgde hem op als trainer bij het vrouwenelftal.